# Дивизија Гарибалди
Дивизија „Гарибалди“ је била дивизија НОВЈ и италијанске војске (после 8. марта 1945) састављена од италијанских официра и војника, који су прешли на страну партизана после капитулације Италије.

## Позадина
После капитулације Италије у септембру 1943, италијанска окупациона дивизија алпских ловаца Тауринезе је покушала да се пробије из Никшића и Даниловграда до обале Јадранског мора, али су их Немци предухитрили и разоружали око половине дивизије. Остатак дивизије је прешао на страну партизана. Од преосталих делова дивизије Тауринезе 11. октобра 1943. је основана бригада Аоста, коју је чинило 800 бораца, распоређених у 4 батаљона. Од делова исте дивизије 19. октобра код Колашина је основана 2. италијанска партизанска бригада, која је исто имала 800 бораца у 4 батаљона.
19. пешадијска дивизија Венеција, чије је седиште било у Беранама, колебала се да ли да пређе на страну партизана или четника. После разговора са Пеком Дапчевићем, дивизија је прешла на страну НОВЈ 10. октобра 1943. и на предлог штаба 2. ударног корпуса претворена у 5 бригада. Те бригаде је чинило око 5.000 официра и војника.

## Ратни пут дивизије
У Пљевљима је 2. децембра 1943. од бригада дивизија Тауринензе и Венеција основана партизанска дивизија Гарибалди, састављена од 5.000 војника распоређених у 4 бригаде, под оперативну команду штаба 2. ударног корпуса НОВЈ.
Дивизија је реорганизована 13. фебруара 1944. при чему је једна од њене четири бригаде распуштена, а војници су подељени међу остале три, а неколико специјалаца је распоређено у друге партизанске одреде 2. корпуса. Улога тих специјалиста је била обука партизана за артиљеријце, везисте, инжењерце и друге задатке.
Давизија се највише бориза уз 3., 29. и 37. дивизију НОВЈ, а најтеже борбе је имала у завршним борбама у долини Лима у Србији. По ослобођењу Црне Горе и Херцеговине, дивизија је пребачена у Дубровник, одакле је у марту 1945. по договору Врховног штаба НОВЈ и италијанске врховне команде пребачена на Сицилију, где је дочекала крај рата.